# Alojzij Šonc
Alojzij Šonc, slovenski učitelj, skladatelj in zborovodja, * 25. november 1872, Tomaj, † 20. junij 1957, Kopriva, Sežana.

## Življenje in delo
Rodil se je v Tomaju v družini glasbeno nadarjenega krojača Alojza Šonca in v Kopru končal učitelljišče. Po končanem šolanju je bil učitelj, zborovodja in organist v krajih blizu rojstne vasi. V letih 1905−1908 je vodil Pevsko društvo Hajdrih na Proseku. Nazadnje je služboval v Koprivi. Po zatrtju slovenskega šolstva je fašistična oblast začela premeščati slovenske učitelje v notranjost Italije. Tja je bil premeščen tudi Šonc, vendar se ni pokoril in se je zato leta 1926 raje predčasno upokojil. Po značaju je bil vase zaprt, tako da ga je upokojitev še bolj odtujila družbi. Ustregel je le Milku Matičetovemu, nekdanjemu svojemu učencu, in mu leta 1935 uglasbil nekaj kraških ljudskih pesmi (npr.: pesem O sv. Andreju). Zložil je več pesmi za mladinski zbor med katerimi so tudi: 1-glasne Ciganček; Koline; Pikelj-pakelj; Kralj Matjaž; Zlati sonček in 3-glasne Jezdec; Turek.